# Automatic Identification System

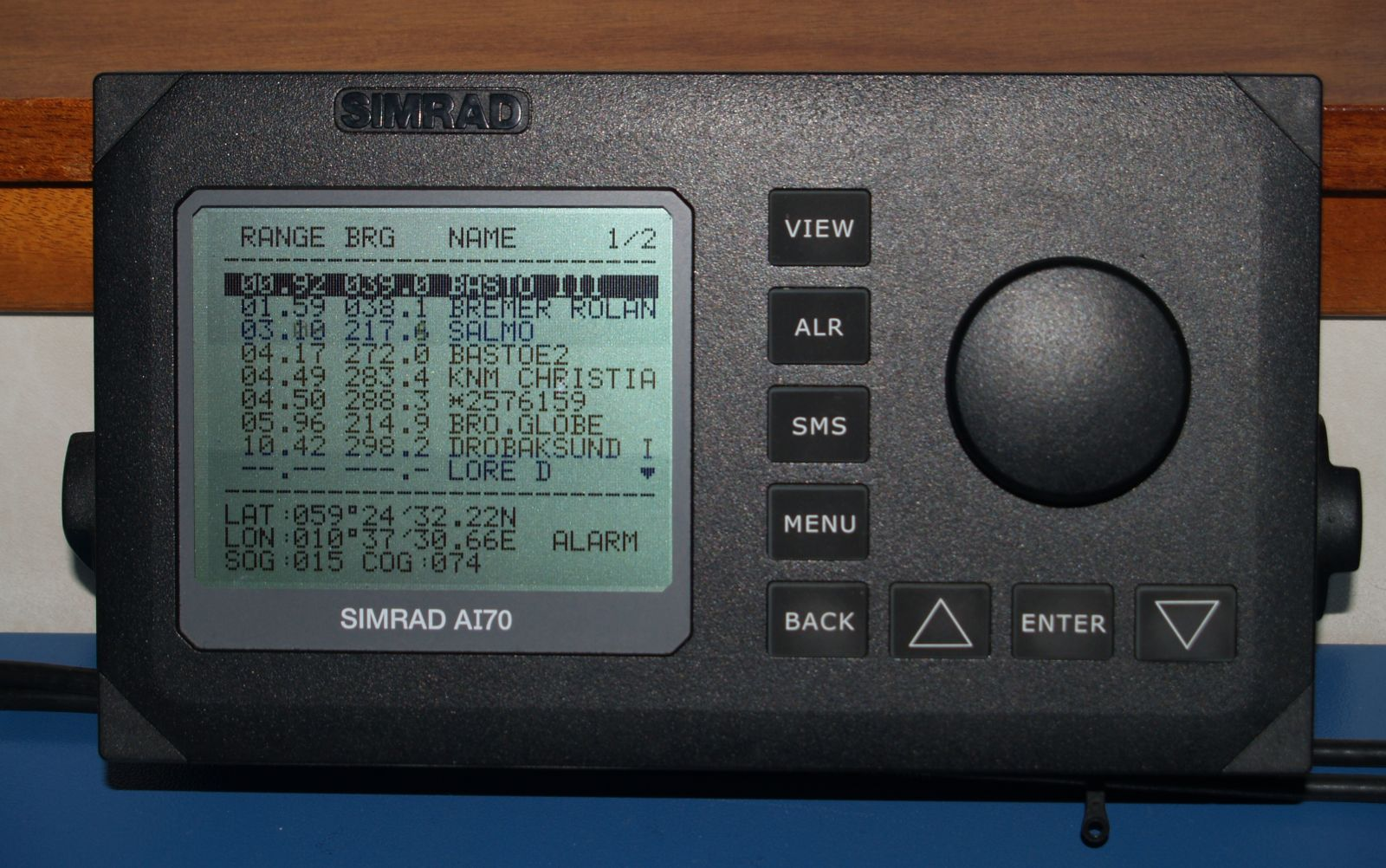
AIS som i listform presenterar närbelägna fartyg. Exemplet visar avstånd och bäring samt fartygets namn.

Automatic Identification System (AIS) är ett system som gör det möjligt att identifiera ett fartyg och följa dess rörelser från andra fartyg och från en fartygstrafikservices kontrollrum. Systemet bygger på att varje fartyg regelbundet skickar ut informationen på en digital radiokanal.
Alla fartyg med bruttodräktighet över 300 som omfattas av SOLAS-konventionen bör vara försedda med AIS-transpondrar. Även bland annat räddningshelikoptrar, oljeplattformar och fyrar kan i vissa fall vara utrustade med AIS-transpondrar. Det börjar bli vanligare att även fritidsbåtar använder sig av AIS.[Börjar sedan när (utvecklingen pågick 2010)?]
AIS-transpondern i ett fartyg samlar regelbundet information om det egna skeppets position, fart, kurs och destination från övrig elektronisk navigationsutrustning. Viss information, såsom namn, bredd och längd, programmeras manuellt i AIS-transpondern. Denna information sänds som datapaket via VHF-radio, vanligen på dedikerade kanaler. Andra fartyg inom VHF-räckvidd utrustade med AIS-mottagare kan ta emot radiosignalerna, avkoda dem och presentera informationen i sin egen navigationsutrustning.

## Bakgrund
Systemet har utvecklats och införts för att ge tillgång till mer information om fartygen i närområdet än vad som kan erhållas via radar eller direkt observation. Exempelvis ger AIS fartygens identitet och storlek och detta även för fartyg som inte kan ses och befinner sig i radarskugga, såsom bakom öar.
Systemet är delvis framtaget i Sverige och använder STDMA som kanalåtkomstmetod. Svenska Sjöfartsverket har arbetat internationellt med utvecklingen av standarden för AIS och för införandet av ett krav på användning av AIS. Internationella sjöfartsorganisationen (IMO) beslutade 2001 att alla fartyg som följer SOLAS-konventionen och antingen räknas som passagerarfartyg eller har en bruttodräktighet över 300 skall vara utrustade med AIS. Kravet gäller från den 1 juli 2002 för nya fartyg. För befintliga fartyg gällde en särskild tidsplan för införandet. Fartyg i internationell trafik skall sedan den 31 december 2004 vara utrustade med AIS. För fartyg i nationell trafik gäller det samma från den 1 juli 2007. För passagerarfartyg gäller kravet oberoende av fartygets storlek, men båtar för högst 12 passagerare räknas sällan som passagerarfartyg.

## Tekniken
AIS utnyttjar växelvis två VHF-radiokanaler: kanal 87 och 88, 161,975 respektive 162,025 MHz. Informationen sänds ut i korta datapaket i väldefinierade och synkroniserade tidsintervall. Det senaste utskickade meddelandet är alltid det mest aktuella, oavsett kanal. Meddelandet sänds med 9,6 kbit/s och använder GMSK-modulation. Bandbredden är 25 eller 12,5 kHz.
För att förhindra kollisioner i datatrafiken används self-organized time-division multiple access (STDMA), uppfunnet av Håkan Lans. STDMA innebär att varje utsändning förutom nyttoinformation även innehåller en reservation för nästa utsändning. Första utsändningen sker efter att systemet samlat information om andra systems reserverade tidsluckor.
Information som position, kurs, fart och bäring sänds med intervall från 2 till 10 sekunder. Med längre intervall sänds information om fartygets storlek, typ av last och destination.
| Status                                                      | Intervall            |
| ----------------------------------------------------------- | -------------------- |
| Fartyg 0–14 knop                                            | 10 s (class B: 30 s) |
| Fartyg 0–14 knop under kursändring                          | 4 s                  |
| Fartyg 14–23 knop                                           | 6 s                  |
| Fartyg 14–23 knop under kursändring                         | 3,33 s               |
| Fartyg >23 knop                                             | 2 s                  |
| Fartyg >23 knop under kursändring                           | 2 s                  |
| Fartyg till ankars eller förtöjt, rörelse över 3 knop       | 10 s                 |
| Fartyg till ankars eller förtöjt, rörelse ej över 3 knop    | 3 min                |
| Statisk information, till exempel namn och fartygstyp       | 6 min                |
| Reserelaterad information, till exempel destination och ETA | 6 min                |

En AIS-transponder består av en VHF-sändare, två VHF-mottagare och en VHF-mottagare för digitalt selektivanrop (DSC) och ansluter till fartygets övriga system och sensorer via tex NMEA-protokollet. Information om fartyget position hämtas från en GPS-mottagare. Andra positioneringssystem kan också användas, till exempel Loran-C eller differentiell GPS. Övrig föränderlig information hämtas från fartygets navigationsinstrument, till exempel logg och gyrokompass.
Data från andra fartyg tas emot med VHF-mottagarna, avkodas och konverteras till en form som kan skickas till fartygets navigationssystem. NMEA-meningar som används för detta är till exempel AISDM och AISDO.
Det finns även rena AIS-mottagare tillgängliga på marknaden. Dessa är framförallt tänkta att användas av mindre fartyg och fritidsbåtar som ett stöd i navigering. De är utrustade med en eller två VHF-mottagare. Två är att föredra då det ger högre uppdateringsfrekvens.
Man kan ta emot AIS-meddelande med vanliga VHF-mottagare (till exempel en skanner), en dator med ljudkort och en mjukvarubaserad AIS-avkodare. Radion måste vara utrustad med en diskriminatorutgång. Exempel på mjukvarubaserade avkodare är AISMon och ShipPlotter.

## Landbaserade basstationer och nätverk
Sjöfartsverket har ett nät av cirka 40 landbaserade AIS-basstationer för att ta emot AIS-information från fartyg men också för utsändning av säkerhetsrelaterad information. AIS-information används bland annat för att förbättra sjötrafikinformationen, sjöräddningsinsatser och isbrytningsoperationer. Motsvarande nät finns i andra länder.
Genom ett datornätverk är informationen tillgänglig inom olika delar av Sjöfartsverkets organisation och för andra myndigheter. Ett utbyte av AIS-information med motsvarande organisationer i grannländerna har inletts genom ett initiativ inom Helsingforskommissionen.
Världen över byggs det nationella landbaserade AIS-nätverk. Det största enskilda nationella systemet finns i Kina med ca 200 AIS-basstationer och ca 50 servar för att hantera trafiken.[källa behövs] Systemet opereras av China Maritime Safety Administration. Även i Europa finns det stora nationella AIS-nätverk. Spanien har troligen det just nu[när?] största med ca 80 basstationer.[källa behövs] Storbritannien har ett system av nästan samma storlek.[källa behövs] I USA finns ett omfattande system (Nationwide Automatic Identification System) med många hundra AIS-basstationer.[källa behövs] Det amerikanska företaget Orbcomm hade år 2010 också skickat upp ett 40-tal satellitbaserade AIS-mottagare för att kunna följa trafik längre ut från USA:s kuster.[källa behövs]
Nästa steg i utvecklingen kommer att vara VDES (VHF Data Exchange System, även kallat "AIS 2.0") som IALA och IMO förväntas ange som internationell standard omkring 2026-2027. VDES kommer att komplettera AIS med mer bandbredd och även tvåvägs satellitkommunikation. Tester pågår på flera håll, och det finns redan nu (2023) minst tre VDES-satelliter i omlopp runt jorden. Även en svensk VDES-satellit kommer att skjutas upp i november 2023 av AOS-konsortiet som består av Saab, Orbcomm och AAC Clyde Space.